# Capbreton
Capbreton (en occitano Cap Berton) es una comuna francesa, situada en el departamento de las Landas, en la región de Nueva Aquitania. En Capbreton desembocan en el océano Atlántico los ríos Boudigau y Bourret. Es el único puerto deportivo de Las Landas abierto al Atlántico en la Costa de Plata. Limita al norte con Soorts-Hossegor, al este con Benesse-Maremne, al sur con Labenne y al oeste con el océano Atlántico.

## Demografía
| 3688 | 3937 | 4263 | 4456 | 5089 | 6659 |
| Para los censos de 1962 a 1999 la población legal corresponde a la población sin duplicidades (Fuente: INSEE [Consultar]) |      |      |      |      |      |